# Jane Pirie
Jane Pirie (27 de marzo de 1779 - 6 de marzo de 1833) fue una mujer escocesa que confudó junto con Marianne Woods una escuela para niñas en Edimburgo en 1809. Fue acusada junto a su pareja de manifestaciones de «afecto excesivo».

## Biografía
Creció en Gladstone's Land, pero trabajó y vivió al final de la calle, en el número 7 de Charlotte Square de Edimburgo. Conoció a Marianne Woods en una clase de arte, iniciando con ella una relación sentimental. En 1805, Pirie rechazó un puesto de institutriz ya que hubiera tenido que trasladarse a Glasgow y alejarse de Woods.
En 1809, junto con Woods fundó una escuela para niñas. Para celebrar la apertura de la escuela, Pirie regaló a Woods un libro de poemas de Anna Seward, muchos de los cuales estaban escritos sobre los sentimientos de la poetisa hacia su íntima amiga Honora Sneyd.
Una de sus alumnas, la mestiza Jane Cumming, acusó a Pirie y Woods de «afecto excesivo». La abuela de esta estudiante, Lady Helen Cumming Gordon amplificó los rumores, acusando a las dos mujeres de «participar en prácticas sexuales no conformes» y tener «comportamiento obsceno e indecente». Jane Cumming fue la primera alumna en abandonar la escuela, seguida por todos los demás en cuestión de días.
Pirie y Woods negaron todas las acusaciones. Al ver destruido su medio de vida, presentaron una demanda por difamación contra Lady Cumming Gordon en 1811. Perdieron el caso en primera instancia en 1812, pero ganaron en apelación ante la Cámara de los Lores. Los jueces luego cuestionaron la palabra de la niña. Se dijo que la sentencia había sido en gran medida racializada. Algunos jueces consideraron más plausible que Cumming, una joven mitad india, hija ilegítima del difunto hijo de Lady Cumming Gordon y una sirvienta bengalí, hubieran inventado una historia de libertinaje de la nada.
Al final, las profesoras fueron indemnizadas con algo más de 1 000 libras por daños y perjuicios, pero tras pagar los honorarios de su defensa se quedaron en quiebra. Woods consiguió un trabajo a tiempo parcial como profesora en Londres, mientras que Pirie permaneció desempleada en Edimburgo.

## Legado
El escándalo había caído en el olvido hasta que en 1931 se descubrió en la biblioteca jurídica Signet un conjunto de documentos relacionados con el caso, que aparecieron en un libro de casos notorios titulado Bad Companions (Malas compañías), del abogado y escritor policiaco William Roughhead.
La historia del caso judicial inspiró una obra de teatro en 1934, The Children's Hour, de Lillian Hellman. Además, dos películas de Hollywood también se inspiraron en esta historia: Esos tres (1936) con Miriam Hopkins, Merle Oberon y Joel McCrea y The Children's Hour (1961) dirigida por William Wyler. Esta película ambientada en Estados Unidos y protagonizada por Audrey Hepburn, Shirley MacLaine y James Garner.